# Mewka polska

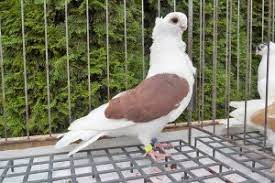
Mewka polska

Mewka polska, dominikan – rasa gołębia skalnego (Columba livia) wyhodowana w Polsce.
Rasa gołębia wyhodowana w Polsce, nazywana w okresie międzywojennym mewką lwowską natomiast w Galicji Wschodniej dominikanem.  Podczas II wojny światowej, mewka polska była masowo odstrzeliwana w celach konsumpcyjnych, co doprowadziło do niemal całkowitego wyginięcia rasy. Po wojnie mewka była doskonalona głównie na zachodzie Polski (Opole, Gliwice i Wrocław).
Rasa osiąga długość ciała 29 cm i waży do 180 g. Ma małą głowę z czubkiem z piór (zwanym koronką) i wysokim czołem. Jasny dziób jest krótki i zagięty do dołu. Ptak posiada też małą i gładką woskówkę. Duże i wypukłe oczy charakteryzują się brunatną tęczówką. Obwódki oczne są jasne. Gruba, noszona pionowo szyja odchylona jest ku dołowi. Pierś jest szeroka i wypukła, wypięta. Skrzydła ułożone normalnie. Nogi są krótkie, a skoki i palce nieopierzone. Rasa posiada białe upierzenie z czarnymi lub czerwonymi tarczami na skrzydłach. U mewek ze skrzydłami niebieskimi, żółtymi i płowymi występują dwa poprzeczne pasy.
Rasa ma zasięg krajowy. Gołębie są bardzo opiekuńcze, lecz specyficznie uformowany dziób utrudnia karmienie piskląt. Ptaki szybko przywiązują się do właściciela, są bardzo ufne i łagodne. Nadają się jako ptaki wystawowe, przez co są popularne wśród hodowców.